# Matej Sternen
Matej Sternen, né le 20 septembre 1870 à Verd et mort le 28 juin 1949 à Ljubljana, est un peintre slovène du courant impressionniste. Avec Rihard Jakopič, Matija Jama et Ivan Grohar, il fait partie des pionniers de la peinture impressionniste slovène.

## Biographie
Né à Verd, localité aujourd'hui intégrée dans la municipalité de Vrhnika, ville située à une vingtaine de kilomètres au sud-ouest de Ljubljana, Matej Sternen est scolarisé à l'école de Krško et à l'école technique de Graz, puis fait ses études à l'Académie des beaux-arts de Vienne. En 1897, il s'installe à Munich et devient élève d'Anton Ažbe. Après la mort d'Ažbe, il quitte Munich et rejoint le mouvement d’impressionnisme de Graz et de Vienne.
Après la Première Guerre mondiale, il s'installe définitivement à Ljubljana. Il se consacre principalement à la restauration de peintures. Il a restauré et en partie repeint les fresques du plafond de l'église des franciscains de Ljubljana, place Prešeren, œuvre de Matevž Langus au milieu du XIXe siècle, qui avait été gravement endommagé par le tremblement de terre de 1895.
Pendant la Seconde Guerre mondiale, Sternen a sympathisé avec le chef de la garde nationale slovène pro-nazie, le général Leon Rupnik dont il peint le portrait. Il n'a néanmoins subi aucune persécution après la fin de la guerre. Il mourut à Ljubljana le 28 juin 1949 et fut enterré dans le cimetière Žale de Ljubljana.

## Œuvres

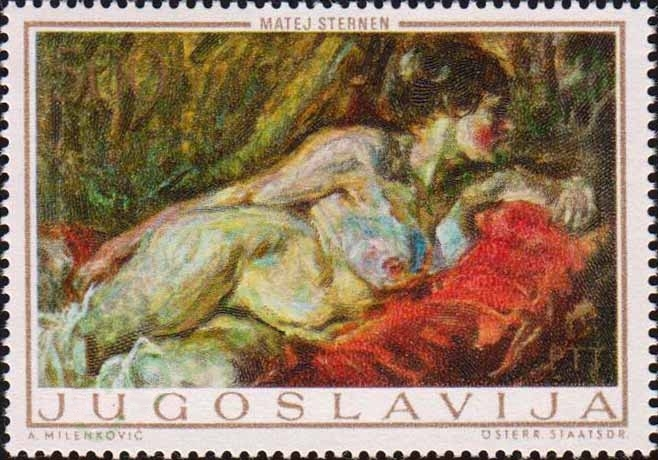
Timbre yougoslave de 1969

- Rdeči parazol (Le Parasol rouge) (1904), Galerie nationale, Ljubljana
- Ulica v Münchnu (Une rue à Munich) (vers 1904), Galerie nationale, Ljubljana
- Pomladno sonce (Spring Sun), Galerie nationale, Ljubljana
- Na divanu (Sur le divan) (1909), Galerie nationale, Ljubljana

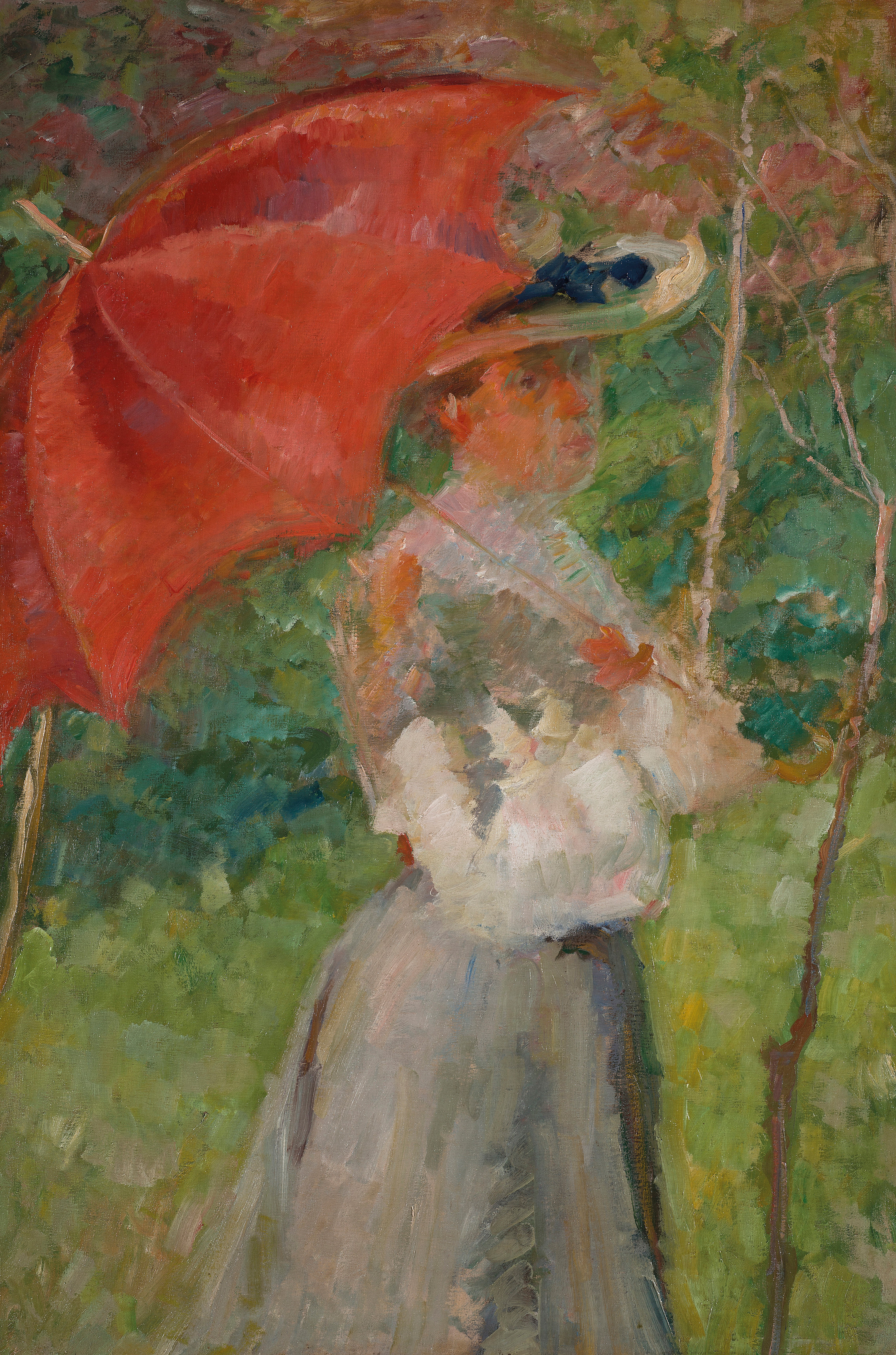
Le Parasol rouge
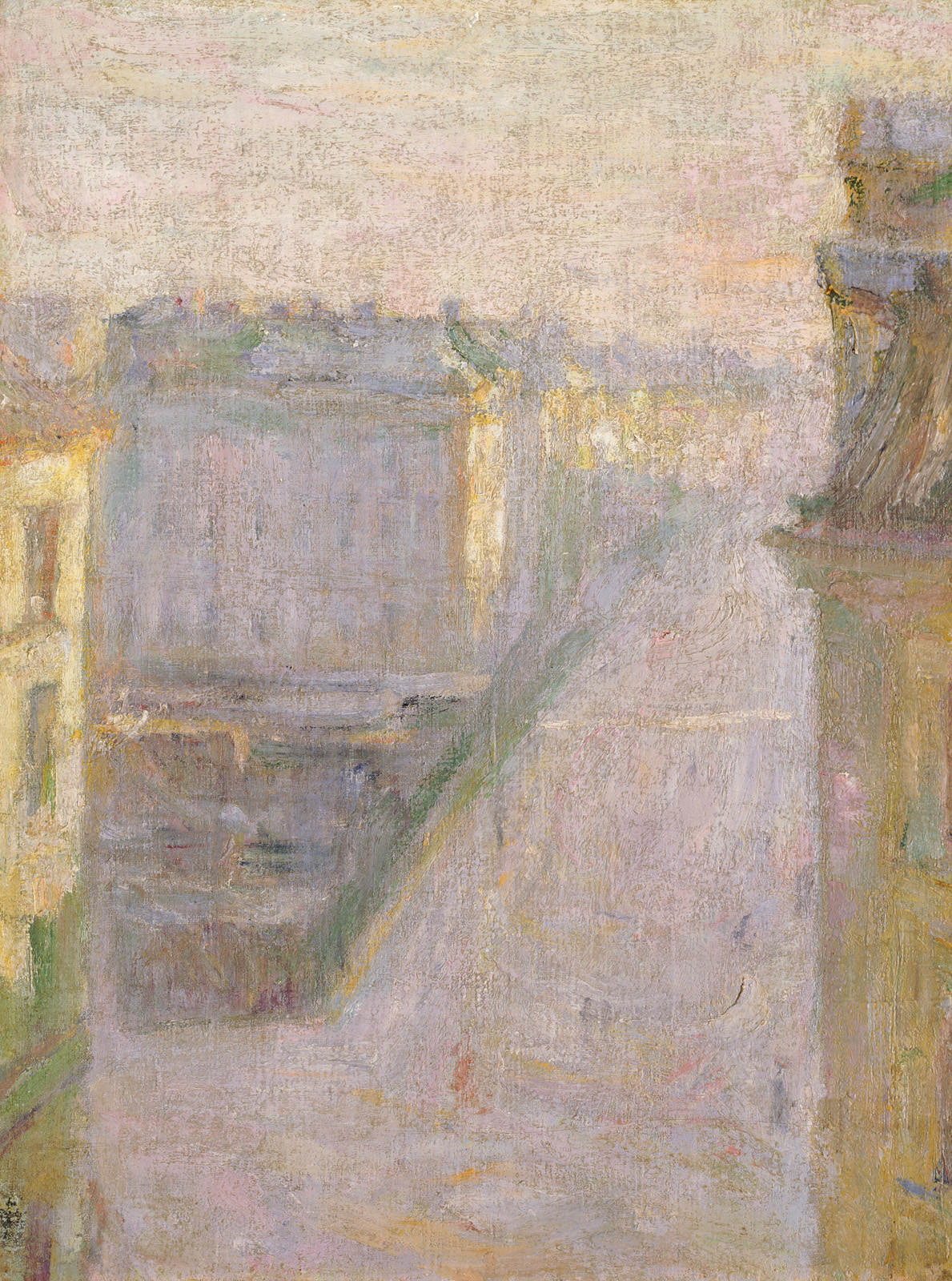
Une rue à Munich